# 鹿児島西郵便局
鹿児島西郵便局（かごしまにしゆうびんきょく）は、鹿児島県鹿児島市小山田町にある郵便局。民営化前の分類では集配特定郵便局であった。

## 概要
住所：〒891-1299 鹿児島県鹿児島市小山田町39-2

## 沿革
- 1937年（昭和12年）2月11日 - 河頭（こがしら）郵便取扱所として開局[1]。
- 1971年（昭和46年）2月12日 - 電話交換業務を鹿児島電話局に移管[2]。
- 1978年（昭和53年）11月13日 - 鹿児島市皆与志町字河頭から同市小山田町字瀬ノ口へ移転するとともに、鹿児島西郵便局に改称[3]。
- 2007年（平成19年）10月1日 - 民営化に伴い、併設された郵便事業鹿児島支店鹿児島西集配センターに一部業務を移管。
- 2012年（平成24年）10月1日 - 日本郵便株式会社発足に伴い、郵便事業鹿児島支店鹿児島西集配センターを鹿児島西郵便局に統合。

## 取扱内容
- 郵便、印紙、ゆうパック、内容証明
- 貯金、為替、振替、振込、国債
- 生命保険、バイク自賠責保険
- ゆうちょ銀行ATM
- 「891-12xx」区域（鹿児島市の一部）の集配業務

## 周辺
- かごしま健康の森公園
- 甲突川

## アクセス
- 九州自動車道 鹿児島北ICから北西へ約6km
- 国道3号沿い
- 駐車場あり：9台